# Pašin Potok
Pašin Potok – wieś w Chorwacji, w żupanii karlowackiej, w gminie Cetingrad. W 2011 roku liczyła 200 mieszkańców.